# Michelle Gisin
Michelle Gisin (ur. 5 grudnia 1993 w Samedan) – szwajcarska narciarka alpejska, dwukrotna medalistka igrzysk olimpijskich i mistrzostw świata.

## Kariera
Po raz pierwszy na arenie międzynarodowej Michelle Gisin pojawiła się 27 listopada 2008 roku w Zinal, gdzie w zawodach FIS Race nie ukończyła drugiego przejazdu slalomu. W 2013 roku wystartowała na mistrzostwach świata juniorów w Québecu, zdobywając srebrny medal w tej samej konkurencji. W zawodach tych rozdzieliła na podium Magdalenę Fjällström ze Szwecji oraz Francuzkę Adeline Baud. Brała także w rozgrywanych rok później mistrzostwach świata juniorów w Jasnej, gdzie jej najlepszym wynikiem było piąte miejsce w superkombinacji.
W zawodach Pucharu Świata zadebiutowała 29 grudnia 2012 roku w Semmering, gdzie nie ukończyła drugiego przejazdu w slalomie. Pierwsze pucharowe punkty wywalczyła 15 stycznia 2013 roku we Flachau, kończąc slalom na dziewiątej pozycji. Na początku sezonu 2016/2017, 16 grudnia 2016 roku w Val d’Isère, po raz pierwszy stanęła na podium zawodów pucharowych, zajmując drugie miejsce w superkombinacji. Zawody wygrała Ilka Štuhec ze Słowenii, a trzecie miejsce zajęła Włoszka Sofia Goggia. W sezonie 2020/2021 zajęła trzecie miejsce w klasyfikacji generalnej, a w sezonie 2017/2018 była druga w klasyfikacji superkombinacji.
W 2013 roku wystartowała w slalomie na mistrzostwach świata w Schladming, zajmując 26. miejsce. Podczas rozgrywanych dwa lata później mistrzostw świata w Vail/Beaver Creek zajęła 32. miejsce w gigancie, a rywalizacji w slalomie nie ukończyła. W międzyczasie wzięła udział w igrzyskach olimpijskich w Soczi, gdzie w slalomie zajęła 28. miejsce. W 2018 roku wywalczyła złoty medal superkombinacji podczas igrzysk w Pjongczangu. Wyprzedziła tam Mikaelę Shiffrin z USA i swą rodaczkę, Wendy Holdener. Na tych samych igrzyskach była też między innymi ósma w zjeździe i dziewiąta w supergigancie. Na mistrzostwach świata w Cortina d’Ampezzo w 2021 roku zdobyła brązowy medal w superkombinacji, plasując się za Shiffrin i Słowaczką Petrą Vlhovą. Poza tym była piąta w zjeździe, ósma w supergigancie i jedenasta w gigancie. Podczas rozgrywanych rok później igrzysk olimpijskich w Pekinie zdobyła kolejne dwa medale. Najpierw zajęła trzecie miejsce w supergigancie, plasując się za swą rodaczką Larą Gut-Behrami i Austriaczką Mirjam Puchner. Następnie zwyciężyła w superkombinacji, pokonując Wendy Holdener i Włoszkę Federicę Brignone. Ponadto zajęła szóste miejsce w slalomie i dziesiąte w gigancie.
Jej starsza siostra, Dominique Gisin również uprawia narciarstwo alpejskie.

## Osiągnięcia

### Igrzyska olimpijskie
| Miejsce | Dzień     | Rok  | Miejscowość | Konkurencja     | Czas biegu | Strata | Zwyciężczyni     |
| ------- | --------- | ---- | ----------- | --------------- | ---------- | ------ | ---------------- |
| 28.     | 21 lutego | 2014 | Soczi       | Slalom          | 1:44,54    | +12,58 | Mikaela Shiffrin |
| 16.     | 16 lutego | 2018 | Pjongczang  | Slalom          | 1:38,63    | +3,22  | Frida Hansdotter |
| 9.      | 17 lutego | 2018 | Pjongczang  | Supergigant     | 1:21,11    | +0,46  | Ester Ledecká    |
| 8.      | 21 lutego | 2018 | Pjongczang  | Zjazd           | 1:39,22    | +1,33  | Sofia Goggia     |
| 1.      | 22 lutego | 2018 | Pjongczang  | Superkombinacja | 2:20,90    | –      | –                |
| 10.     | 7 lutego  | 2022 | Pekin       | Gigant          | 1:55,69    | +1,86  | Sara Hector      |
| 6.      | 9 lutego  | 2022 | Pekin       | Slalom          | 1:44,98    | +0,60  | Petra Vlhová     |
| 3.      | 11 lutego | 2022 | Pekin       | Supergigant     | 1:13,51    | +0,30  | Lara Gut-Behrami |
| 1.      | 17 lutego | 2022 | Pekin       | Superkombinacja | 2:25,67    | –      | –                |

### Mistrzostwa świata
| Miejsce | Dzień     | Rok  | Miejscowość        | Konkurencja     | Czas biegu | Strata | Zwyciężczyni          |
| ------- | --------- | ---- | ------------------ | --------------- | ---------- | ------ | --------------------- |
| 26.     | 16 lutego | 2013 | Schladming         | Slalom          | 1:39,85    | +4,36  | Mikaela Shiffrin      |
| 32.     | 12 lutego | 2015 | Vail/Beaver Creek  | Gigant          | 2:19,16    | +6,93  | Anna Fenninger        |
| DNF2    | 14 lutego | 2015 | Vail/Beaver Creek  | Slalom          | 1:38,48    | –      | Mikaela Shiffrin      |
| 2.      | 10 lutego | 2017 | Sankt Moritz       | Superkombinacja | 1:58,88    | +0,05  | Wendy Holdener        |
| 8.      | 12 lutego | 2017 | Sankt Moritz       | Zjazd           | 1:32,85    | +1,04  | Ilka Štuhec           |
| 21.     | 18 lutego | 2017 | Sankt Moritz       | Slalom          | 1:37,27    | +4,25  | Mikaela Shiffrin      |
| 8.      | 11 lutego | 2021 | Cortina d’Ampezzo  | Supergigant     | 1:25,51    | +0,89  | Lara Gut-Behrami      |
| 5.      | 13 lutego | 2021 | Cortina d’Ampezzo  | Zjazd           | 1:34,27    | +0,50  | Corinne Suter         |
| 3.      | 15 lutego | 2021 | Cortina d’Ampezzo  | Superkombinacja | 2:07,22    | +0,89  | Mikaela Shiffrin      |
| 11.     | 18 lutego | 2021 | Cortina d’Ampezzo  | Gigant          | 2:30,66    | +1,81  | Lara Gut-Behrami      |
| DNF1    | 20 lutego | 2021 | Cortina d’Ampezzo  | Slalom          | 2:30,66    | –      | Katharina Liensberger |
| 6.      | 6 lutego  | 2023 | Courchevel/Méribel | Kombinacja      | 1:57,47    | +3,43  | Federica Brignone     |
| 10.     | 8 lutego  | 2023 | Courchevel/Méribel | Supergigant     | 1:28,06    | +0,69  | Marta Bassino         |
| 28.     | 17 lutego | 2023 | Courchevel/Méribel | Gigant          | 2:07,13    | +3,77  | Mikaela Shiffrin      |
| DNS2    | 18 lutego | 2023 | Courchevel/Méribel | Slalom          | 1:43,15    | –      | Laurence St. Germain  |
| 17.     | 6 lutego  | 2025 | Saalbach           | Supergigant     | 1:20,47    | +1,64  | Stephanie Venier      |
| 26.     | 13 lutego | 2025 | Saalbach           | Gigant          | 2:22,71    | +7,21  | Federica Brignone     |

### Mistrzostwa świata juniorów
| Miejsce | Dzień     | Rok  | Miejscowość | Konkurencja     | Czas biegu | Strata | Zwyciężczyni         |
| ------- | --------- | ---- | ----------- | --------------- | ---------- | ------ | -------------------- |
| 2.      | 21 lutego | 2013 | Québec      | Slalom          | 1:52,10    | +0,44  | Magdalena Fjällström |
| 27.     | 27 lutego | 2014 | Jasná       | Gigant          | 1:52,86    | +4,55  | Marta Bassino        |
| 20.     | 28 lutego | 2014 | Jasná       | Slalom          | 1:36,09    | +4,78  | Petra Vlhová         |
| 12.     | 3 marca   | 2014 | Jasná       | Supergigant     | 1:14,71    | +1,43  | Corinne Suter        |
| 5.      | 3 marca   | 2014 | Jasná       | Superkombinacja | 2:11,34    | +0,65  | Elisabeth Kappauer   |

### Puchar Świata

#### Miejsca w klasyfikacji generalnej
- sezon 2012/2013: 79.
- sezon 2013/2014: 82.
- sezon 2014/2015: 45.
- sezon 2015/2016: 44.
- sezon 2016/2017: 27.
- sezon 2017/2018: 7.
- sezon 2018/2019: 16.
- sezon 2019/2020: 8.
- sezon 2020/2021: 3.
- sezon 2021/2022: 5.
- sezon 2022/2023: 13.
- sezon 2023/2024: 8.

#### Miejsca na podium w zawodach
1. Val d’Isère – 16 grudnia 2016 (superkombinacja) – 2. miejsce
2. Lake Louise – 2 grudnia 2017 (zjazd) – 3. miejsce
3. Sankt Moritz – 9 grudnia 2017 (supergigant) – 2. miejsce
4. Crans-Montana – 4 marca 2018 (superkombinacja) – 2. miejsce
5. Lake Louise – 30 listopada 2018 (zjazd) – 2. miejsce
6. Lake Louise – 1 grudnia 2018 (zjazd) – 3. miejsce
7. Lienz – 29 grudnia 2019 (slalom) – 3. miejsce
8. Altenmarkt-Zauchensee – 11 stycznia 2020 (zjazd) – 3. miejsce
9. Levi – 22 listopada 2020 (slalom) – 2. miejsce
10. Semmering – 29 grudnia 2020 (slalom) – 1. miejsce
11. Zagrzeb – 3 stycznia 2021 (slalom) – 3. miejsce
12. Maribor – 16 stycznia 2021 (gigant) – 3. miejsce
13. Maribor – 17 stycznia 2021 (gigant) – 2. miejsce
14. Lenzerheide – 20 marca 2021 (slalom) – 3. miejsce
15. Courchevel – 21 grudnia 2021 (gigant) – 3. miejsce
16. Lienz – 29 grudnia 2021 (slalom) – 3. miejsce
17. Cortina d’Ampezzo – 23 stycznia 2022 (supergigant) – 3. miejsce
18. Åre – 12 marca 2022 (slalom) – 3. miejsce
19. Courchevel – 17 marca 2022 (supergigant) – 2. miejsce
20. Lienz – 29 grudnia 2023 (slalom) – 3. miejsce
21. Åre – 10 marca 2024 (slalom) – 3. miejsce